# Scarlet Records
Scarlet Records är ett italienskt skivbolag startat 1997 av Filippo Bersani. Skivbolaget har specialiserat sig på power metal och heavy metal.

## Nuvarande band
- Allhelluja[1]
- Arthemis[2]
- Barcode
- Bloodshot[3]
- Bokor[4]
- BRICK
- Daemonia
- Dark Moor[5]
- Demia[6]
- DGM
- Disarmonia Mundi
- Ethersens[7]
- Extrema[8]
- Evildoer[9]
- Frequency[10]
- Georgian Skull[11]
- Hatesphere
- Idols are Dead[12]
- Kayser[13]
- Labyrinth[14]
- Malfeitor[15]
- Mastercastle[16]
- Metatrone
- Michele Luppi
- Necrodeath
- Oceans of Sadness[17]
- Olympons Mons[18]
- Operatika[19]
- Phaze I
- Scamp[20]
- Schizo[21]
- Shaman[22]
- Slowmotion Apocalypse
- Spice and the RJ Band
- Stormlord
- Terror 2000
- The Defaced
- Thy Majestie[23]
- Vision Divine

## Tidigare band
- Aborym
- Adversam
- Agent Steel
- Arachnes
- Art Inferno
- Blinded Colony
- Broken Arrow
- Cadaveria
- Cayne
- Centurion
- Dakrua
- Damned Nation
- Dark Avenger
- Diabolical
- Divine Souls
- Dragon Hammer
- Eterna
- Fifth Reason
- Heimdall
- Inrage
- Invocator
- Lods of Decadence
- Loss
- Manticora
- Hatesphere
- Neglected Fields
- Nightshade
- Node
- Odyssea
- Oracle Sun
- Platitude
- Raza de Odio
- Requiem
- Rosae Crucis
- Seethings
- Seven Seraphim
- SmaXone
- Subzero
- The Provenance
- Thoten
- The Ring
- Withering Surface
- Xteria